# Hospital Universitario Arnau de Vilanova
El Hospital Universitario Arnau de Vilanova (en catalán: Hospital Universitari Arnau de Vilanova) es el centro hospitalario de referencia de la sanidad pública de la provincia de Lérida, del Alto Pirineo y Arán y de algunas comarcas de la Franja de Aragón. Su gestión corresponde al Instituto Catalán de la Salud (ICS).
Actualmente dispone de 463 camas.

## Historia
El hospital fue inaugurado en junio de 1956 con el nombre Residencia Sanitaria General Moscardó, dentro del Seguro Obligatorio de Enfermedad. 
Desde su construcción, el Hospital ha vivido sucesivas ampliaciones y cambios. En 1987 se inauguró un ala aneja a la antigua residencia, que hoy en día es la entrada principal al complejo.
Perteneció a la red de hospitales del Instituto Nacional de Previsión (INP), y después al Instituto Nacional de la Salud (INSALUD), hasta el año 1981 que se trasladó a la Generalidad de Cataluña. 
En el año 1995 el hospital se consolida dentro de la categoría de Hospital Universitario.
En 2021 se construyó el Edificio Hospitalario Polivalente en el Hospital Universitario Arnau de Vilanova, realizado por la empresa PMMT Arquitectura y promovido por el Servei Català de la Salut como respuesta a la crisis sanitaria provocada por la pandemia de la COVID-19. El edificio fue premiado en los Premios Cataluña Construcción 2021
Actualmente, el Instituto de Investigación Biomédica de Lérida dispone de un edificio anexo al hospital.